# جاك كارول (لاعب كرة قدم أسترالية)
جاك كارول (بالإنجليزية: Jack Carroll)‏ هو لاعب كرة قدم أسترالية أسترالي، ولد في 15 يناير 1922، وتوفي في 17 سبتمبر 1999.

## وصلات خارجية
- جاك كارول على موقع AustralianFootball.com (الإنجليزية)
- جاك كارول على موقع AFLtables.com (الإنجليزية)